# Huszár József (főispán)
Báró kövesdi Huszár József (született: Boér, 1695 – Abafája, 1763. május 15.) Mikes Kelemen féltestvére, gróf Haller János Erdély kormányzójának unokatestvére.

## Élete
A Huszár család alapítója kövesdi Boér József 1728. július 7-én Grácban III. Károly magyar királytól báró kövesdi Huszár József néven bárói címet nyert. A névváltoztatás oka az volt, hogy nagyanyjával, Huszár Borbálával kihalt a főrangú, dunántúli eredetű brenhidai Huszár család. A Huszár név felvételére anyja, Torma Éva beszélte rá, akinek az első házasságából származott Mikes Kelemen. Erre utal Mikes egyik, Huszár Józsefhez intézett levele: „A szegény anyánk nagy okossággal cselekedte, hogy annak a régi famíliának a hírét, nevét örökös felejdékenységbe nem engedte esni; hanem ötsém uramban mintegy feltámasztotta. Adja az Isten, hogy Ötsém uram sok számos esztendőkig bírhassa.”
Huszár József magas tisztségeket szerzett a 18. századi Erdélyben, mely ekkor került véglegesen a Habsburg Birodalom fennhatósága alá. E tisztségeket részben képzettségének, részben származásának, részben pedig előkelő és befolyásos rokonságának köszönhette. Tanultsága, melyről a bárói diploma is megemlékezik, elengedhetetlen feltétele volt, hogy 1720. október 8-ától kincstári számvevő lehessen. 1726. február 5-étől pedig az Apafi-birtokok helyettes prefektusa és ellenőre lett.
Huszár József 1730-ban feleségül vette báró Haller Borbálát (Kapjon, 1718. október 5. – Mikeháza, 1754. október 28.)  báró Haller György királyi tanácsos és gróf Kornis Anna leányát. Házasságukból négy gyermekük született: Sándor, II. József, Zsuzsanna és Krisztina.
Később, 1738-ban az erdélyi rendek az erdélyi országos főszámvevőség elnöki posztjára jelölték, de a kapott 47 szavazat nem volt elégséges a tisztség elnyeréséhez. 1742-ben – rangjánál fogva – az erdélyi Királyi Tábla ülnöke volt. Huszár József nemcsak a főkormányszéknél töltött be hivatalokat, hanem a megyei közigazgatásban is vezető szerepekhez jutott. Tordai főispáni tisztét (1742) valószínűleg annak köszönhette, hogy felmenői közül brenhidai Huszár III. Mátyás és III. Péter is betöltötte ezt a hivatalt. Kraszna megyei főispánságát – melyet még 1728. előtt nyert – egyértelműen apjától, Boér Ferenctől örökölte, melyre még a bárói diploma is kitér. Fényes előmenetelében nyilván nagy segítségére voltak előkelő rokoni kapcsolatai, melyek az erdélyi vezető réteghez kapcsolták. (Anyja, Torma Éva révén unokatestvére volt gróf Haller János Erdély kormányzója, de anyósának, gróf Kornis Annának a testvére, Kornis Zsigmond is Erdély kormányzója volt, illetve nagyanyja, Huszár Borbála leszármazottai által rokoni kapcsolatba állt a legjelentősebb erdélyi főnemesi családokkal.) Mikes Kelemen is megjegyzi egyik levelében: „Kedves ötsém. Közbe vagyon ked véve Huszár Borbála véréből való atyafiakkal.”
Huszár József idősebb korában abafájai birtokán gazdálkodott, 1730-ban kastélya mellé nagy, sokboltíves kocsiszínt építtetett, híres ménest alapított. Élénk gazdasági érdeklődésére Mikes Kelemennel folytatott levelezéséből is következtethetünk. „Kedves ötsém uram, azt írja ked, hogy az életnek a fundamentuma az Oeconomia…”
Huszár József megpróbálta bátyját, Mikes Kelement rávenni, hogy újból igyekezzen kegyelmet kérni az uralkodótól és térjen vissza Erdélybe. De Mikes nem állt rá, ugyanis 1740. körül már megpróbálta, ám visszautasították a kérelmét. Így válaszolt öccsének: „Kedves ötsém uram: ex Turcia nulla redemptio” (Törökországból nincs megváltás). Huszár Józseftől tudjuk, hogy apja, Boér Ferenc, magas kapcsolatait latba vetve, egyszer már kieszközölte számára a kegyelmet, de a követek nem találták Mikest Törökországban. Ekkor járhatott Bukarestben, ahol Rákóczi József trónkövetelő útját igyekezett egyengetni.
Huszár József 1763. május 15-én hunyt el a Torda megyei Abafáján, melyet még a távoli ős, brenhidai Huszár Péter kapott Báthory Zsigmond fejedelemtől 1595-ben.